# Wymysłów (Szydłów)
Pour les articles homonymes, voir Wymysłów.
Wymysłów est une localité polonaise de la gmina de Szydłów, située dans le powiat de Staszów en voïvodie de Sainte-Croix.